# 村山警察署
村山警察署（むらやまけいさつしょ）は、山形県警察が管轄する警察署の一つである。

## 管轄区域
- 村山市
- 東根市

## 所在地
- 山形県村山市中央一丁目2番5号

## 沿革
- 1980年5月　村山市楯岡二日町6番24号にあった庁舎が、老朽化したために現在地に新築移転。

## 警部交番

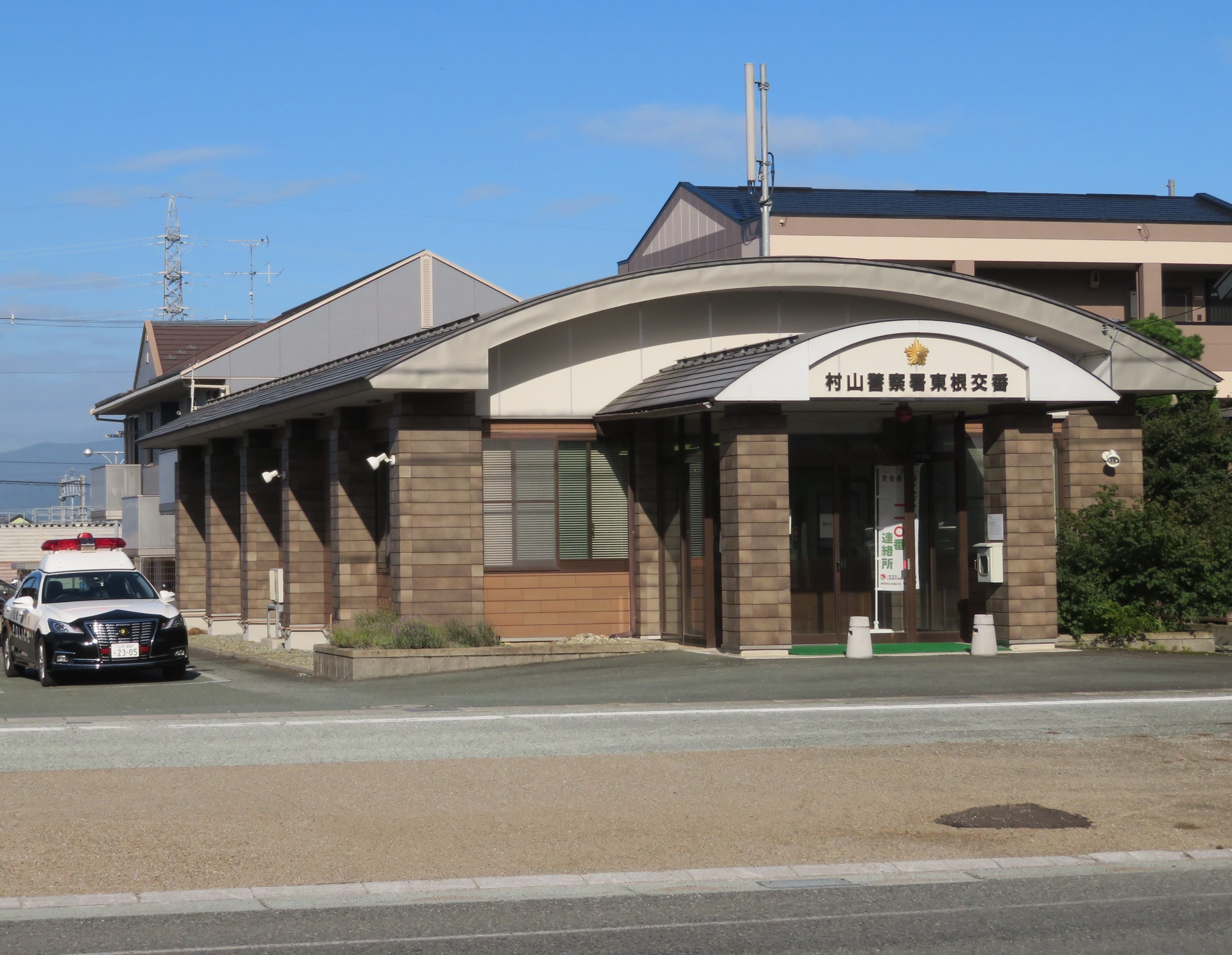
東根交番

### 東根市
- 東根交番 - 東根市さくらんぼ駅前1丁目9-10

## 交番

### 村山市
- 駅前交番 - 村山市楯岡新町1丁目10-1

### 東根市
- 神町交番 - 東根市神町中央1丁目6-8

## 派出所

### 東根市
- 山形空港警備派出所 - 東根市大字羽入字柏原新林3008番地

## 駐在所

### 村山市
- 葉山駐在所 - 村山市大字大久保甲610-13
- 大高根駐在所 - 村山市大字富並1848

### 東根市
- 高崎駐在所 - 東根市大字観音寺226-3

### 廃止された駐在所
- 村山市
  - 袖崎駐在所（村山駅前交番に統合）
  - 西郷駐在所（署所在地交番に統合）
  - 冨本駐在所（葉山駐在所に統合）
  - 大久保駐在所（葉山駐在所に統合）

- 東根市
  - 東根温泉駐在所（署所在地交番に統合）
  - 長瀞駐在所（署所在地交番に統合）
  - 小田島駐在所（東根交番に統合）
  - 東郷駐在所（高崎駐在所に統合）
  - 関山駐在所（検問所に変更を経て高崎駐在所に統合）
  - 大富駐在所（神町交番に統合）